# Deng (achternaam)
Deng 邓 is behalve een Chinese achternaam, ook een Vietnamese achternaam. Deng staat op de 180e plaats van de Baijiaxing. 2,1% van de Vietnamese bevolking heeft de achternaam.
In Hongkong en Macau wordt de achternaam 邓 geromaniseerd als Tang. En in Taiwan als Teng.
- Vietnamees: Đặng
- Koreaans: Deung (등)

## Oorsprong
De achternaam Deng komt oorspronkelijk van de bewoners van de oud-Chinese staat Deng. Toen deze staat niet meer bestond, gingen de oud-bewoners ervan hun achternaam in Deng veranderen. De oud-Chinese regio Nanyang 南阳郡 wordt gezien als eerste woongebied van de Dengs.

## Nederland
De Nederlandse Familienamenbank geeft de volgende statistieken weer:
| familienaam                                                    | aantal in 1947 | aantal in 2007 |
| -------------------------------------------------------------- | -------------- | -------------- |
| Deng                                                           | 0              | 74             |
| Teng                                                           | 10             | 111            |
| Tang (omvat ook de van oorsprong Nederlandse familienaam Tang) | 214            | 2079           |
| Dang                                                           | 22             | 244            |
|                                                                | totaal: 246    | totaal: 2508   |

## Beroemde personen met de achternaam Deng/Đặng/Tang 邓
- Deng Xiaoping (鄧小平)
  - Deng Pufang
  - Deng Nan
- Deng Zhong
- Đặng Hữu Phúc
- Đặng Thái Sơn
- Đặng Thùy Trâm
- Deng Ai
- Kent Deng
- Deng Ming-Dao
- Deng Shichang
- Deng Shiru (鄧石如)
- Deng Yingchao (鄧穎超)
- Deng Yaping (鄧亞萍)
- Alan Kwong-wing Tang (鄧光榮)
- Tang Wing Cheung (鄧永祥)
- H. T. Teng
- Teresa Teng
- Si-an Deng
- Wendi Deng
- Deng Linlin